# Dežo Ursiny & Provisorium
Dežo Ursiny & Provisorium je prvním albem slovenského rockového hudebníka Deža Ursinyho a jeho skupiny Provisorium.
Nahrávání alba se uskutečnilo v červnu 1972 za zvláštních okolností, protože skupina Provisorium již v té době neexistovala. Sestavu, která album natočila, dal příležitostně dohromady producent alba, Hynek Žalčík, když Ursinymu nabídnul, zda by nechtěl svoje skladby nahrát s hudebníky z pražské skupiny Flamengo. Ursiny souhlasil, a tak se vedle Ursinyho a jeho kolegy z bývalého Provisoria, klávesisty Jaroslava Filipa, nahrávání zúčastnili také čtyři členové Flamenga: baskytarista Vladimír Kulhánek, bubeník Jaroslav Erno Šedivý, Jan Kubík (jako host) a Vladimír Mišík (jako host). Hobojové party nahrál jako host Jiří Kaniak.
Úvodní skladba Christmas Time představuje první příklad rozsáhlé art-rockové kompozice v Československu (spolu s Městem Er od skupiny Framus Five), její vznik je datován do roku 1970. Také skladby Looking for the Place to Spend Next Summer a Apple Tree in Winter byly složeny dlouho před nahráváním, a to někdy v letech 1970-71. Závěrečnou I Have Found představila skupina The Soulmen již v roce 1968.
LP nebylo v době prvního vydání určeno pro volný prodej v obchodech, jelikož komunistický režim v oné době usiloval o vytlačení rockové hudby z veřejného života. Také anglické texty mohly být kvůli cenzuře problematické, a proto bylo album nabídnuto pouze členům Gramofonového klubu.
Album bylo znovu vydáno na CD v roce 1995 firmou Supraphon.

## Seznam skladeb
Autorem skladeb je Dežo Ursiny; autorem textů je Juraj Lihosit.
- 1. „Christmas Time“ - 19:23
- 2. „Looking for the Place to Spend Next Summer“ - 6:02
- 3. „Apple Tree in Winter“ - 4:47
- 4. „I Have Found“ - 7:58

## Obsazení nástrojů
- Dežo Ursiny – zpěv, kytary
- Jaroslav Filip – klavír, Hammond organ, zvony, tympány
- Vladimír Kulhánek – basová kytara
- Jaroslav Šedivý – bicí

### Hosté
- Jan Kubík – tenorsaxofon, flétna
- Jiří Kaniak – hoboj
- Vladimír Mišík – sborový zpěv